# Resolution Point
Der Resolution Point ist eine Landspitze am nordöstlichen Ende von Cook Island im Archipel der Südlichen Sandwichinseln. Sie markiert die westliche Begrenzung der Durchfahrt durch den Maurice Channel.
Wissenschaftler der britischen Discovery Investigations kartierten und benannten sie im Jahr 1930 und benannten sie nach der HMS Resolution, mit der der britische Seefahrer James Cook im Jahr 1775 einen Teil der Südlichen Sandwichinseln entdeckt hatte.